# Türkü
Türkü bezeichnet eine Gattung traditioneller türkischer Volkslieder, die zur Gruppe der rhythmisch gebundenen und gesungenen oder instrumentalen Volksmusik kırık havalar gehört. Vereinfacht können mit türkü türkische Volkslieder insgesamt gemeint sein.
Den rhythmischen kırık hava stehen die rhythmisch ungebundenen Lieder uzun hava gegenüber. Türkü gehört zu den gesungenen Melodien (sözlü ezgiler) innerhalb der kırık hava, die außerdem die Musik der epischen Sänger (aşık) und die Tanzlieder (sözlü oyun havalar) umfassen. Türkü werden nach ihrer regionalen Verbreitung, nach ethnischer Zugehörigkeit und nach Genres unterteilt. Zur instrumentalen Begleitung gehört stets die Langhalslaute saz. Für den Rhythmus sorgen die Rahmentrommel daf oder die Bechertrommel darbuka.